# Фетхі Міссауї
Фетхі Міссауї (араб. فتحي الميساوي; нар. 8 січня 1974) — туніський професійний боксер, призер Олімпійських ігор.

## Спортивна кар'єра
З 1992 року Міссауї входив до складу збірної Тунісу, виступаючи на міжнародних турнірах.
На Всеафриканських іграх 1995 дійшов до чвертьфіналу.
На чемпіонаті Африки 1996, який був одночасно кваліфікаційним на Літні Олімпійські ігри 1996 турніром, в категорії до 63,5 кг Міссауї став переможцем, здолавши в фіналі Хосіна Солтані (Алжир), і отримав путівку на Олімпіаду.
На Олімпійських іграх 1996 Міссауї завоював бронзову медаль.
- В 1/16 фіналу переміг Лі Трауча (Австралія) — 25-9
- В 1/8 фіналу переміг Френсіса Беретта (Ірландія) — 16-6
- В чвертьфіналі переміг Мухаммеда Аллалу (Алжир) — 16-15
- В півфіналі програв Октаю Уркал (Німеччина) — 6-20

Після Олімпіади 1996 Міссауї ще деякий час брав участь в змаганнях аматорів, а 1998 року переїхав на постійне проживання до Канади, де розпочав професійну кар'єру, виступаючи вже в першій середній вазі. Маючи переможну серію (12-0, 7KO), наприкінці 2001 року змушений був припинити виступи через проблеми з зором.